# Pincehely
Pincehely là một làng thuộc hạt Tolna, Hungary. Làng này có diện tích 50,08 km², dân số năm 2010 là 2326 người, mật độ 46 người/km².